# Айхенбюль
Айхенбюль (нем. Eichenbühl) — община в Германии, в земле Бавария.
Подчиняется административному округу Нижняя Франкония. Входит в состав района Мильтенберг.
Община подразделяется на 6 сельских округов.
По данным на 31 декабря 2015 года:
- территория — 3123,07 га;
- население — 2545 чел.;
- плотность населения — 81,49 чел./км²;
- землеобеспеченность с учётом внутренних вод — 12 271,39 м²/чел.

До 1 января 1994 года община входила в состав административного сообщества Эрфталь.

## Население
По оценке на 31 декабря 2015 года население общины Айхенбюль составляет 2545 чел. 

| Дата      | 1840 | 1871 | 1900 | 1925 | 1939 | 1950 | 1961 | 1970 | 1987 | 2011 |
| --------- | ---- | ---- | ---- | ---- | ---- | ---- | ---- | ---- | ---- | ---- |
| Население | 1730 | 1812 | 1913 | 1877 | 1954 | 2535 | 2252 | 2553 | 2680 | 2611 |

| Год       | 1960 | 1970 | 1980 | 1990 | 2000 | 2009 | 2010 | 2011 | 2012 | 2013 | 2014 | 2015 |
| --------- | ---- | ---- | ---- | ---- | ---- | ---- | ---- | ---- | ---- | ---- | ---- | ---- |
| Население | 2250 | 2577 | 2706 | 2766 | 2799 | 2614 | 2632 | 2605 | 2573 | 2572 | 2537 | 2545 |